# 希特拉的最後12夜
《帝国的毁灭》（德語：Der Untergang），2004年德国电影，講述的是希特勒從被包圍到自殺的最後日子。本片取材自约阿希姆·费斯特2002年的著作《希特勒的末日》和希特勒的私人秘书特勞德爾·榮格同年的回忆录《直到最后时刻》。本片的导演是奥利弗·西斯贝格，并由瑞士演员布鲁诺·冈茨饰演希特勒。本片也曾获得奥斯卡最佳外语片奖的提名。臺灣、香港與新加坡皆小規模上映。

## 剧情
电影从今日特劳德爾·荣格的回忆开始。

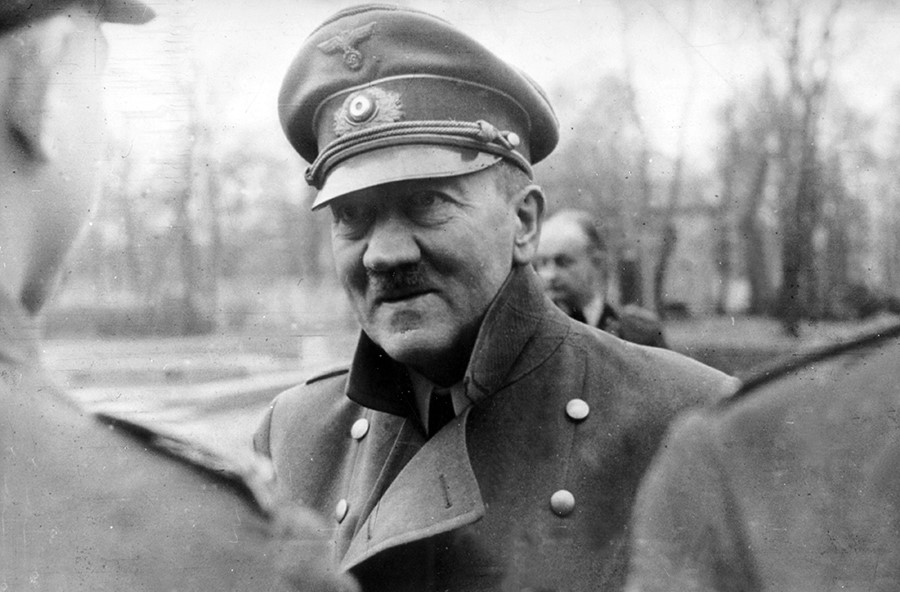
1945年4月20日希特勒在帝國總理府元首地堡外面檢閲希特拉青年團被還原在电影中

荣格自從1942年被希特勒雇佣为秘书後，转眼到了1945年3月，苏联军隊和西方盟軍從東西兩面反攻夾殺德國，其中蘇軍已兵临首都柏林城下，德國政府内人心惶惶。由於希特勒命令全德國戰鬥到底并拒絕投降，不但重要的親信斯佩爾、希姆莱和戈林相继叛离希特勒而去，而且军队人手不足，连平民和小孩都被迫送上战场，深知德國已經戰敗的将領也整日在地堡借酒消愁，只有希特勒和戈培爾等部份人士仍不肯面對現實。
在地堡外，申克教授拒绝了离开柏林的命令，以一己之力努力帮助平民和伤兵，也目睹着德军肆意处决逃亡者却无能为力。元首地堡内躲藏的希特勒最后孤注一掷的作战失败后，与妻子愛娃在最后时刻自杀，元首自殺後陸續有部份納粹黨政府高層、將領和軍民得知消息後自殺，殘餘德军在柏林城防司令魏德林命令下放下武器向蘇聯投降，德意志第三帝國毀滅。荣格夫人与地堡内剩下的人为了生存，則穿过苏联的火线逃出柏林。

## 演员

### 希特勒周围的人
- 布鲁诺·冈茨 饰 阿道夫·希特勒
- 尤利亞妮·克勒 饰 爱娃·布劳恩
- 亚历山德拉·玛丽亚·拉那 饰 特勞德爾·榮格
- 乌里奇·马特斯 饰 约瑟夫·戈培尔
- 科琳娜·哈弗奇 饰 玛格达·戈培尔
- 托马斯·席尔梅 饰 马丁·鲍曼
- 海诺·弗兹 饰 阿尔伯特·斯佩尔
- 馬賽斯·哈貝奇 飾 溫納·哈瑟
- 比吉特·米尼希邁爾 飾 格尔达·克里斯蒂安

### 德国国防军
- 馬蒂亞斯·格納丁格 饰 赫爾曼·戈林
- 迪特里希·霍林德鮑默 飾 羅伯特·馮·格萊姆
- 迪特·曼恩 飾 威廉·凱特爾
- 克里斯蒂安·雷德爾 飾 阿爾弗雷德·約德爾
- 羅夫·凱尼斯 饰 汉斯·克雷布斯
- 贾斯特斯·冯·多纳伊 饰 威廉·布格多夫
- 麥克·曼杜 飾 黑爾姆特·魏德林

### 武装党卫军
- 安德烈·海尼克 飾 威廉·蒙克
- 烏里諾森·諾登 飾 海因里希·希姆萊
- 托馬斯·克萊舒曼 饰 赫爾曼·菲格萊因
- 克里斯汀·伯克 饰 恩斯特·申克
- 托尔斯滕·克罗恩 饰 路德维希·斯坦普费格
- 尤尔根·托克尔 饰 埃里希·肯普卡
- 伊戈尔·罗曼诺夫 饰 彼得·赫格尔
- 伊戈尔·布班吉科夫 饰 弗朗茨·舍德勒
- 格茨·奥托 饰 奥托·京舍
- 海因里希·施密德 饰 罗克斯·米施

## 评价
长久以来，对纳粹黨高层尤其是希特勒的直接描写一直是德国文化界的禁忌。尤其是从未有过一名说德语的演员饰演过希特勒。本片算是对这些禁忌的一次全面打破。
布鲁诺·冈茨据说原本不愿出演阿道夫·希特勒一角，但在观看了《希特勒的末日》之后改变了看法。为了更好地饰演希特勒，他参考了一些少有的希特勒传世录音。甚至为了模拟希特勒的体态，认真观察过一段时间帕金森氏症患者。本片的外景大多在圣彼得堡拍摄。因为这里有很多德国风格的建筑，并且很少有户外广告干扰拍摄。而元首地堡的场景则在精心搭製的摄影棚内拍摄。
现实中，副元首赫斯曾对鲍曼破口大骂：「年轻的官兵是为了元首和国家而死的吗？不对，是为了你！」一语道尽纳粹高层的腐败。本片有诠释这段史实，但未收录，整部电影看不到这一段内容。
电影罕见的以纳粹高层为视角的描写引起了巨大的争议。在德国，媒体对于电影裡对希特勒人性化的描写展开了激辩。一本杂志甚至评价道：“我们难道能把一个怪物按照人的形象展示吗？”但在德国以外，这种描述方式得到了很多好评。此外，本片在细节上严格忠于历史事件也受到了好评。
在烂番茄上，影评人给予了本片91%的新鲜度。其中121份支持，12份反对。支持度非常高。
无论如何，《帝国的毁灭》上映首月就在德国本土动员300万人观影。全球票房达到9000万美元。

### 批评
一些影评人士对本片十分不满。他们认为本片的基调是把希特勒和纳粹高层描绘成战争的受害者而不是加害者。并且怀疑导演和制片方有同情新纳粹的嫌疑（尽管导演在访谈中否认这些指责）。还有一些批评指出本片将一些犯有战争罪行的的德军，尤其是党卫军的将军和医生描述得过于英雄气概或者人道主义，而这些描述可能和事实不符。申克教授曾经在达豪集中营负责人体试验、威廉·蒙克亲卫队少将则有至少2次让自己指挥的部队发生虐杀战俘事件的嫌疑。
此外本片虽然取材非常严谨，依然出现了一些严重的穿帮：比如希特勒是一名严格的素食者，但在一个片段裡他却食用了含肉的德国馄饨。不過也有一些观众认为這並不重要，希特勒偶爾會吃肉，而且当时是二战末期粮食短缺。

## 获奖
- 第77届奥斯卡最佳外语片提名
- 第29届多伦多电影节参展影片
- 德国巴伐利亚电影观众选择奖

## 「元首的憤怒」迷因

「元首的憤怒」一節，正在大發雷霆的希特拉（布鲁诺·冈茨饰）

### 剧情
本片中有一个桥段：当满怀信心的希特勒得知施坦纳将军没有按照自己的命令发动进攻后对将领大发雷霆，随后承认了自己的失败，其声嘶力竭、歇斯底里的形象给观众留下了深刻印象。

### 反响
这段约4分钟、充满戏剧性的镜头在2007年第一次于YouTube上成为了被恶搞的对象。恶搞者基本不懂德语，他们往往保留德语原音但配上不同的台词。中国的这类影片往往基于对台词的空耳来配字幕，主要发布平台为bilibili的鬼畜区，如“这星期”、“渣渣”、“气死偶咧”、“反了他/妨碍咱”、“喂斯大林”和「我到河北省來”等，以产生戏剧化的效果，亦有大量由许多片段拼凑成的元首的音MAD向唱歌型作品、剧情向的作品。自2010年来，这类影片逐渐在网络上走红。恶搞者的目标多是一些足球界，科技界和娱乐界的事件，后来亦有扩展到社会和政治事件上，以表達對當前政府的不滿。另有部分只是单纯的空耳娱乐。除爱好者以外，也有一些大型的媒体特意制作较精良的恶搞影片来用作幽默的新闻评论。
电影的导演奥利弗·西斯贝格并不反对这些恶搞。他表示自己曾经看过上百个恶搞影片，每次都笑得人仰馬翻。但制片公司对此的态度并不宽容。2010年4月康斯坦丁影业以保护版权的名义要求YouTube撤下这些影片。同年8月再次發出DMCA刪除通知。尽管遭到了抗议，YouTube依然照做，却因此反而招致更多讽刺此事的恶搞影片。现在YouTube已经可以上传元首愤怒的影片，但会在页面上加上相应的版权提示和廣告。2013年初所有長度超過6分鐘的影片被封鎖，康斯坦丁這樣做可能是要避免用戶發佈整套電影。
电影《钢铁苍穹》以及《希特勒回來了》以及日本動漫《魔劍姬》也恶搞了这一片段。

### 法律问题
这类惡搞影片有些时候会招致法律问题。一个典型的例子是，2012年1月，英国工党议员湯姆·哈里斯被迫辞去自己的内阁互联网顾问职务，理由是他上传了一个元首的愤怒影片讽刺时任苏格兰首席部长亚历克斯·萨尔蒙德。另一个例子是2013年香港的法庭判决金融公司杰富瑞集团向该公司一名前员工赔偿186万美元，理由是该员工因制作了元首的愤怒视频讽刺摩根大通的CEO杰米·戴蒙而遭到开除。

## 延伸閲讀
- Bischof, Willi (编). . Münster: Unrast Verlag. 2005. ISBN 978-3-89771-435-9. (studies about the Film)
- Fest, Joachim. . New York: Farrar, Straus, and Giroux. 2004. ISBN 978-0-374-13577-5.
- Fischer, Thomas. . J.J. Fedorowicz Publishing, Inc. 2008. ISBN 978-0-921991-91-5.
- Junge, Traudl; Müller, Melissa; Bell, Anthea. . New York: Arcade Publishing. 2004. ISBN 978-1-55970-728-2.
- O'Donnell, James P (2001) [1978]. The Bunker: The History of the Reich Chancellery Group, Boston: Houghton Mifflin, ISBN 978-0-395-25719-7.
- Vande Winkel, Roel. . Engelen, Leen; Vande Winkel, Roel  (编). . Gent: Academia Press. 2007: 182–219  [2009-04-18]. ISBN 978-90-382-1082-7.